# Georgië op het Junior Eurovisiesongfestival

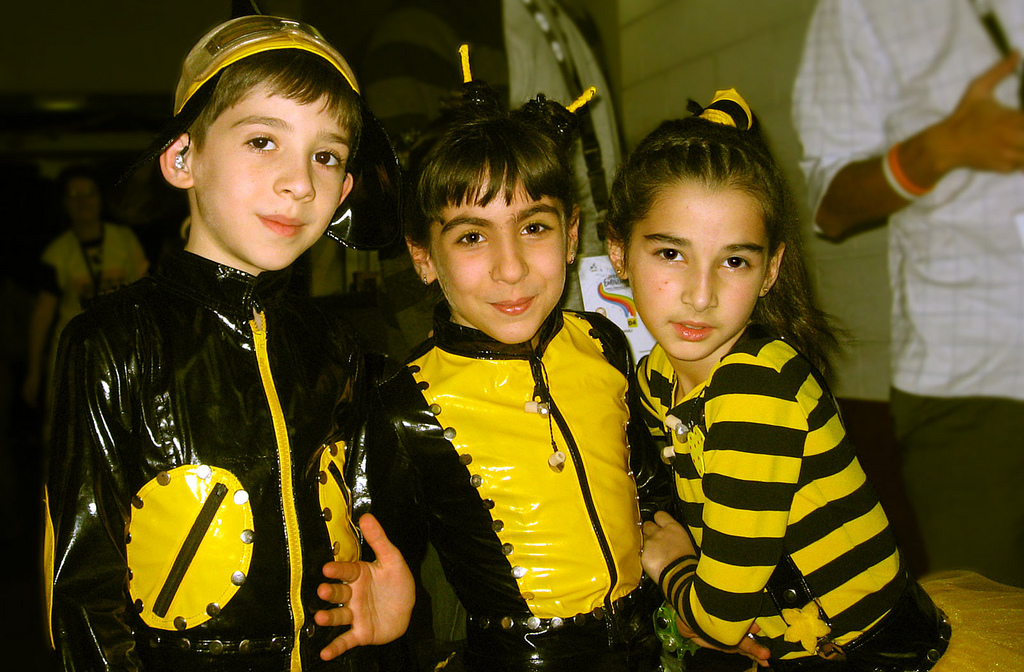
De groep Bzikebi zorgde voor de eerste Georgische overwinning op het festival in 2008.

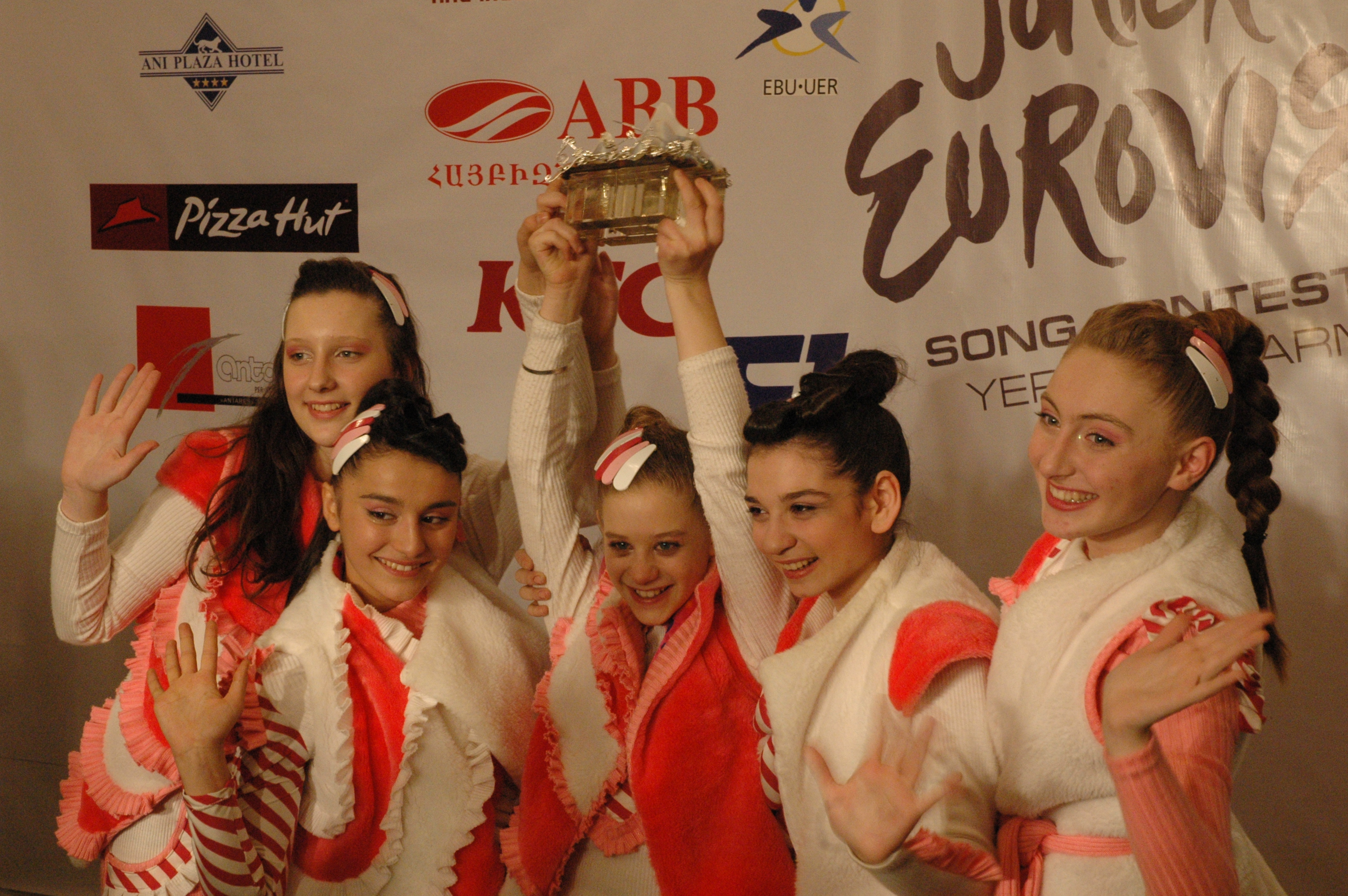
De groep Candy won in 2011 het Junior Eurovisiesongfestival

Georgië neemt sinds 2007 deel aan het Junior Eurovisiesongfestival. De inzending wordt elk jaar verzorgd door de Georgische Publieke Omroep.

## Geschiedenis
Aanvankelijk leek het er niet op dat Georgië in 2007 zijn debuut op het Junior Eurovisiesongfestival zou maken, maar doordat Bosnië en Herzegovina zich door onbekende redenen voor het festival terugtrok kwam er een plaats vrij. Georgië werd op deze editie vertegenwoordigd door zangeres Mariam Romelasjvili, die bij de nationale finale als winnares uit de bus was gekomen. In Rotterdam werd ze vierde met haar nummer Odelia Ranuni.
Tijdens het Junior Eurovisiesongfestival 2008 stuurde Georgië het opvallende trio Bzikebi naar Cyprus. De act viel vooral op omdat de drie leden van de groep verkleed als bijen het liedje Bzz zongen, dat helemaal bestond uit een verzonnen taal. Ze wonnen het festival met 154 punten. Door hun winst werd er in Georgië een studio naar hun vernoemd. 
Ook in 2009 stuurde het land weer een vrij opvallende act in genaamd Princesses. De groep bestond uit zes meisjes, waarvan er vier zongen, één cello speelde en één ballet danste. De act werd uiteindelijk zesde. In 2010 stuurde de Georgiërs de veertienjarige Mariam Kachelisjvili naar Minsk met het liedje Mari dari. Ze werd tijdens het festival meermaals vergeleken met Lady Gaga om haar aparte kledingstijl en haar liedje. Net zoals het lied Bzikebi werd Mari dari in een verzonnen taal gezongen. Uiteindelijk eindigde deze bijdrage als vierde met 109 punten.
Georgië toonde interesse om het Junior Eurovisiesongfestival 2011 te organiseren. De Europese Radio-unie besloot echter om de organisatie in handen te geven van buurland Armenië, waardoor het festival in Jerevan plaatsvond. Op 9 juli 2011 werd de meidengroep Candy uitgekozen als vertegenwoordigers van Georgië nadat ze de Georgische voorronde hadden gewonnen. Het liedje Candy music viel net zoals eerdere bijdragen uit Georgië's op. De meiden waren verkleed in roze jurken met stoffen snoepjes erop en waren een van de meest opvallende acts van de avond. Ze wonnen met 108 punten, vijf punten meer dan de nummer twee Nederland. 
Ondanks dat Georgië het Junior Eurovisiesongfestival had gewonnen, ging de organisatie van Junior Eurovisiesongfestival 2012 naar Amsterdam, wat al vooraf was besloten. Georgië zond het viertal The Funkids naar Nederland, waarmee het tweede werd met 103 punten. Het land kreeg het maximale aantal punten van de kinderjury die dat jaar voor het eerst een stem had in de competitie. In 2013 stuurde het land weer een groep, dit keer genaamd The Smile Shop. Met het liedje Give me your smile behaalden zij een vijfde positie. 
Voor het eerst sinds 2010 stuurde Georgië in 2014 een solo-act naar het Junior Eurovisiesongfestival. Liza Japaridze mocht onder haar pseudoniem Lizi Pop het land vertegenwoordigen. Met het liedje Happy day behaalde ze een elfde plaats. Het was de eerste keer dat Georgië buiten de top 10 viel op het festival. In 2015 stuurde Georgië het viertal The Virus met het liedje Gabede. De groep eindigde als tiende met 51 punten van de zeventien deelnemende landen. In 2016 won Georgië met 239 punten met het lied 'Mzeo'. Het jaar daarop wist werd de Georgische inzending tweede. In 2021 haalde Nikoloz Kajaia wel de vierde plaats, met een nummer gezongen in drie verschillende talen. Een jaar later behaalde Mariam Bigvava de derde plek met 161 punten op het festival dat georganiseerd werd in buurland Armenië.
In 2024 stuurde het land Andria Putkaradze met het lied 'To my Mom'. Hij won met 239 punten en bezorgde Georgië daarmee de vierde overwinning in de geschiedenis.

## Georgische deelnames
| Jaar | Artiest              | Lied                   | Plaats | Punten | Taal                       |
| ---- | -------------------- | ---------------------- | ------ | ------ | -------------------------- |
| 2007 | Mariam Romelasjvili  | Odelia ranuni          | 4      | 116    | Georgisch                  |
| 2008 | Bzikebi              | Bzz..                  | 1      | 154    | Verzonnen                  |
| 2009 | Princesses           | Lurji prinveli         | 6      | 68     | Georgisch en Engels        |
| 2010 | Mariam Kachelisjvili | Mari dari              | 4      | 109    | Verzonnen                  |
| 2011 | Candy                | Candy music            | 1      | 108    | Georgisch en Engels        |
| 2012 | The Funkids          | Funky lemonade         | 2      | 103    | Georgisch en Engels        |
| 2013 | The Smile Shop       | Give me your smile     | 5      | 91     | Georgisch en Engels        |
| 2014 | Lizi Pop             | Happy day              | 11     | 54     | Georgisch en Engels        |
| 2015 | The Virus            | Gabede                 | 10     | 51     | Georgisch                  |
| 2016 | Mariam Mamadasjvili  | Mzeo                   | 1      | 239    | Georgisch                  |
| 2017 | Grigol Kipsjidze     | Voice of the heart     | 2      | 185    | Georgisch                  |
| 2018 | Tamar Edilasjvili    | Your voice             | 8      | 144    | Georgisch en Engels        |
| 2019 | Giorgi Rostiasjvili  | We need a love         | 14     | 69     | Georgisch en Engels        |
| 2020 | Sandra Gadelia       | You are not alone      | 6      | 111    | Georgisch en Engels        |
| 2021 | Nikoloz Kajaia       | Let's count the smiles | 4      | 163    | Georgisch, Engels en Frans |
| 2022 | Mariam Bigvava       | I believe              | 3      | 161    | Georgisch en Engels        |
| 2023 | Anastasia & Ranina   | Over the sky           | 14     | 74     | Georgisch en Engels        |
| 2024 | Andria Putkaradze    | To my mom              | 1      | 239    | Georgisch                  |
| 2025 |                      |                        |        |        |                            |

| Kleur | Betekenis      |
| ----- | -------------- |
|       | Eerste plaats  |
|       | Tweede plaats  |
|       | Derde plaats   |
|       | Laatste plaats |
|       | Gastland       |

## Gegeven en gekregen punten
| Plaats | Land        | Punten |
| ------ | ----------- | ------ |
| 1      | Armenië     | 158    |
| 2      | Oekraïne    | 117    |
| 3      | Malta       | 80     |
| 4      | Wit-Rusland | 76     |
| 5      | Nederland   | 75     |

| Plaats | Land        | Punten |
| ------ | ----------- | ------ |
| 1      | Armenië     | 177    |
| 2      | Oekraïne    | 145    |
| 3      | Rusland     | 109    |
| 4      | Nederland   | 108    |
| 5      | Wit-Rusland | 93     |

## Twaalf punten
(Een vetgedrukte editie betekent dat het land die editie won.)
| Aantal | Land        | Edities                                      |
| ------ | ----------- | -------------------------------------------- |
| 7      | Armenië     | 2007, 2009, 2012, 2013, 2014, 2015, 2024 (J) |
| 2      | Kazachstan  | 2019 (J), 2020 (J)                           |
| 1      | Australië   | 2016 (J)                                     |
| 1      | Frankrijk   | 2021 (J)                                     |
| 1      | Italië      | 2022 (J)                                     |
| 1      | Litouwen    | 2011                                         |
| 1      | Malta       | 2018 (J)                                     |
| 1      | Nederland   | 2016 (K)                                     |
| 1      | Oekraïne    | 2008                                         |
| 1      | Rusland     | 2017 (J)                                     |
| 1      | Spanje      | 2023 (J)                                     |
| 1      | Wit-Rusland | 2010                                         |

| Aantal | Land        | Edities                                                                  |
| ------ | ----------- | ------------------------------------------------------------------------ |
| 9      | Armenië     | 2007, 2008, 2011, 2014, 2016 (J), 2017 (J), 2021 (J), 2022 (J), 2024 (J) |
| 6      | Oekraïne    | 2008, 2016 (J), 2016 (K), 2017 (J), 2020 (J), 2024 (J)                   |
| 4      | Cyprus      | 2008, 2016 (J), 2016 (K), 2024 (J)                                       |
| 3      | Albanië     | 2016 (J), 2017 (J), 2024 (J)                                             |
| 3      | Ierland     | 2016 (J), 2018 (J), 2024 (J)                                             |
| 3      | Litouwen    | 2008, 2010, 2011                                                         |
| 3      | Nederland   | 2008, 2016 (J), 2024 (J)                                                 |
| 3      | Rusland     | 2008, 2017 (J), 2018 (J)                                                 |
| 3      | Wit-Rusland | 2011, 2016 (J), 2017 (J)                                                 |
| 2      | Bulgarije   | 2008, 2016 (J)                                                           |
| 2      | Malta       | 2021 (J), 2024 (J)                                                       |
| 2      | Polen       | 2017 (J), 2022 (J)                                                       |
| 2      | Spanje      | 2020 (J), 2024 (J)                                                       |
| 1      | Australië   | 2016 (K)                                                                 |
| 1      | België      | 2008                                                                     |
| 1      | Estland     | 2024 (J)                                                                 |
| 1      | Frankrijk   | 2021 (J)                                                                 |
| 1      | Israël      | 2018 (J)                                                                 |
| 1      | Italië      | 2024 (J)                                                                 |
| 1      | Kinderjury  | 2012                                                                     |
| 1      | Portugal    | 2024 (J)                                                                 |
| 1      | San Marino  | 2024 (J)                                                                 |

## Festivals in Georgië
| Jaar | Plaats  | Zaal             | Presentatoren                |
| ---- | ------- | ---------------- | ---------------------------- |
| 2017 | Tbilisi | Olympisch Paleis | Lizi Pop en Helen Kalandadze |
| 2025 | Tbilisi | Olympisch Paleis |                              |

2007 · 2008 · 2009 · 2010 · 2011 · 2012 · 2013 · 2014 · 2015 · 2016 · 2017 · 2018 · 2019 · 2020 · 2021 · 2022 · 2023 · 2024